# La Palma de Cervelló
La Palma de Cervelló è un comune spagnolo situato nella comunità autonoma della Catalogna.
Il comune venne creato nel 1999 come distaccamento da Cervelló.